# Pittura giapponese

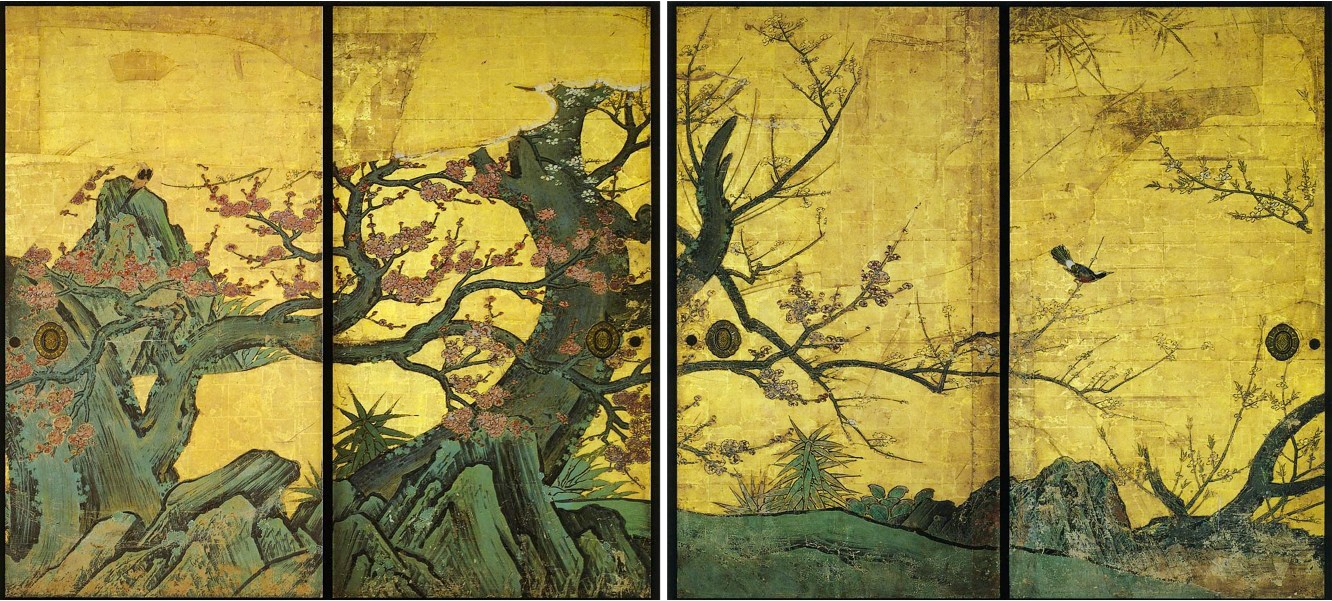
Set di porte scorrevoli di Susino di Kanō Sanraku, inizi del XVII secolo

La pittura giapponese (絵画? kaiga, o gadō 画道) è una delle arti visive giapponesi più antiche e raffinate, che comprende un'ampia varietà di generi e stili. Come per la storia delle arti giapponesi in generale, la lunga storia della pittura giapponese mostra sintesi e competizione tra l'estetica giapponese nativa e l'adattamento di idee importate, principalmente dalla pittura cinese, che è stata particolarmente influente in un certo numero di punti; una significativa influenza occidentale giunse solo dal tardo XVI secolo in poi, iniziando nello stesso periodo in cui l'arte giapponese stava influenzando quella occidentale.
Le aree tematiche in cui l'influenza cinese è stata significativa includono la pittura religiosa buddista, la pittura a inchiostro e acqua di paesaggi nella tradizione pittorica cinese dei letterati, la calligrafia di ideografie, e la pittura di animali e piante, in particolare uccelli e fiori. Tuttavia, le tradizioni tipicamente giapponesi si sono sviluppate in tutti questi campi. Il soggetto che è ampiamente considerato come il più caratteristico della pittura giapponese, e più tardi della stampa, è la rappresentazione di scene della vita quotidiana e scene narrative che sono spesso affollate di figure e dettagli. Questa tradizione iniziò senza dubbio nel periodo altomedievale sotto l'influenza cinese che ora è fuori traccia se non nei termini più generali, ma dal periodo delle prime opere sopravvissute si era sviluppata in una tradizione specificamente giapponese che durò fino al periodo moderno.
L'elenco ufficiale dei tesori nazionali del Giappone (dipinti) comprende 162 opere o gruppi di opere, dall'VIII al XIX secolo, che rappresentano picchi di realizzazione o sopravvivenze molto rare dei primi periodi.

## Sequenza temporale

### Giappone antico e periodo Asuka (fino al 710)
Le origini della pittura in Giappone risalgono al periodo paleolitico. Semplici rappresentazioni figurali, nonché disegni botanici, architettonici e geometrici si trovano sulle ceramiche del periodo Jōmon e sulle campane in bronzo Dōtaku del periodo Yayoi (1000 a.C.-300). Dipinti murali con disegni, sia geometrici che figurali, sono stati trovati in numerosi tumuli risalenti al periodo Kofun e al periodo Asuka (300-700).
Insieme all'introduzione del sistema di scrittura cinese (kanji), dei modi cinesi di amministrazione governativa e del buddismo nel periodo Asuka, molte opere d'arte furono importate in Giappone dalla Cina e iniziarono a essere prodotte copie locali in stili simili.

### Periodo Nara (710-794)

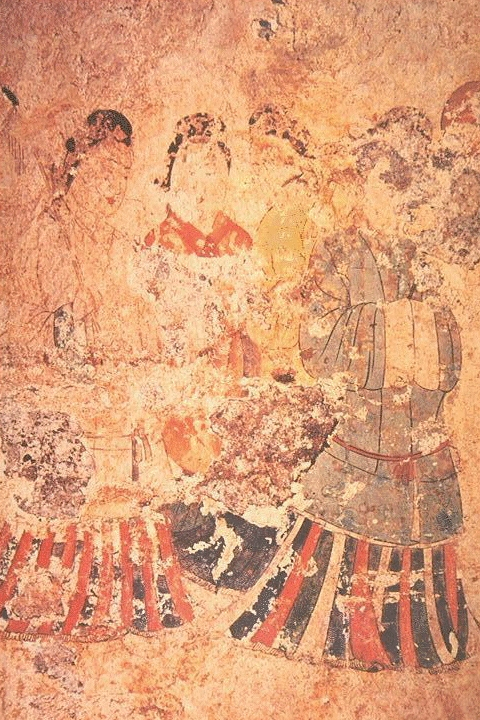
Pittura murale dalla tomba di Takamatsuzuka

Con l'ulteriore insediamento del buddismo nel Giappone del VI e VII secolo, la pittura religiosa fiorì e fu usata per adornare numerosi templi eretti dall'aristocrazia. Tuttavia, il Giappone del periodo Nara è riconosciuto più per importanti contributi nell'arte della scultura che della pittura.
I primi dipinti sopravvissuti di questo periodo includono i murali sulle pareti interne del Kondō (金堂?) nel tempio Hōryū-ji a Ikaruga nella prefettura di Nara. Questi dipinti murali, così come le immagini dipinte sull'importante Santuario Tamamushi includono narrazioni come jātaka, episodi della vita del Buddha storico Shakyamuni, oltre a immagini iconiche di Buddha, bodhisattva e varie divinità minori. Lo stile ricorda la pittura cinese della dinastia Sui o del tardo periodo dei Sedici regni. Tuttavia, verso la metà del periodo Nara, i dipinti nello stile della dinastia Tang divennero molto popolari. Questi includono anche i murali nella tomba di Takamatszuka, risalenti al 700 circa. Questo stile si è evoluto nel genere (Kara-e), che è rimasto popolare durante il primo periodo Heian.
Poiché la maggior parte dei dipinti del periodo Nara sono di natura religiosa, la stragrande maggioranza è di artisti anonimi. Una vasta collezione di arte del periodo Nara, giapponese e della dinastia Tang cinese è conservata allo Shōsō-in, un deposito dell'VIII secolo precedentemente di proprietà di Tōdai-ji e attualmente amministrato dall'Agenzia della Casa Imperiale.

### Periodo Heian (794-1185)
Con lo sviluppo delle sette buddiste esoteriche di Shingon e Tendai, la pittura dell'VIII e del IX secolo è caratterizzata da immagini religiose, in particolare il Maṇḍala (曼荼羅?, mandara). Numerose versioni di mandala, tra le più famose il Mandala del Regno dei diamanti e il Mandala del Regno del Grembo a Tōji a Kyoto, sono state create come pergamene appese e anche come murali sulle pareti dei templi. Un primo esempio noto è la pagoda a cinque piani di Daigo-ji, un tempio a sud di Kyoto.
La scuola di Kose era una famiglia di artisti di corte fondata da Kanaoka Kose nella seconda metà del IX secolo, durante il primo periodo Heian. Questa scuola non rappresenta un singolo stile di pittura come le altre scuole, ma i vari stili di pittura creati da Kanaoka Kose e dai suoi discendenti e allievi. Questa scuola ha cambiato i dipinti in stile cinese, trasformando i temi cinesi in stile giapponese, e ha svolto un ruolo importante nella formazione dello stile di pittura yamato-e.
Con la crescente importanza delle sette della "Terra Pura" del buddismo giapponese, nel X secolo, sono stati sviluppati nuovi tipi di immagini per soddisfare i bisogni devozionali di queste sette. Questi includono raigōzu (来迎図?), che raffigurano Amida Buddha insieme ai bodhisattva Kannon e Seishi che arrivano per accogliere le anime dei fedeli defunti nel paradiso occidentale di Amida. Un noto primo esempio, risalente al 1053, è dipinto all'interno della Sala della Fenice del Byōdō-in, un tempio a Uji. Questo è anche considerato un primo esempio della cosiddetta Yamato-e (大和絵? "pittura in stile giapponese"), in quanto include elementi paesaggistici come dolci colline che sembrano riflettere qualcosa dell'aspetto reale del paesaggio del Giappone occidentale.

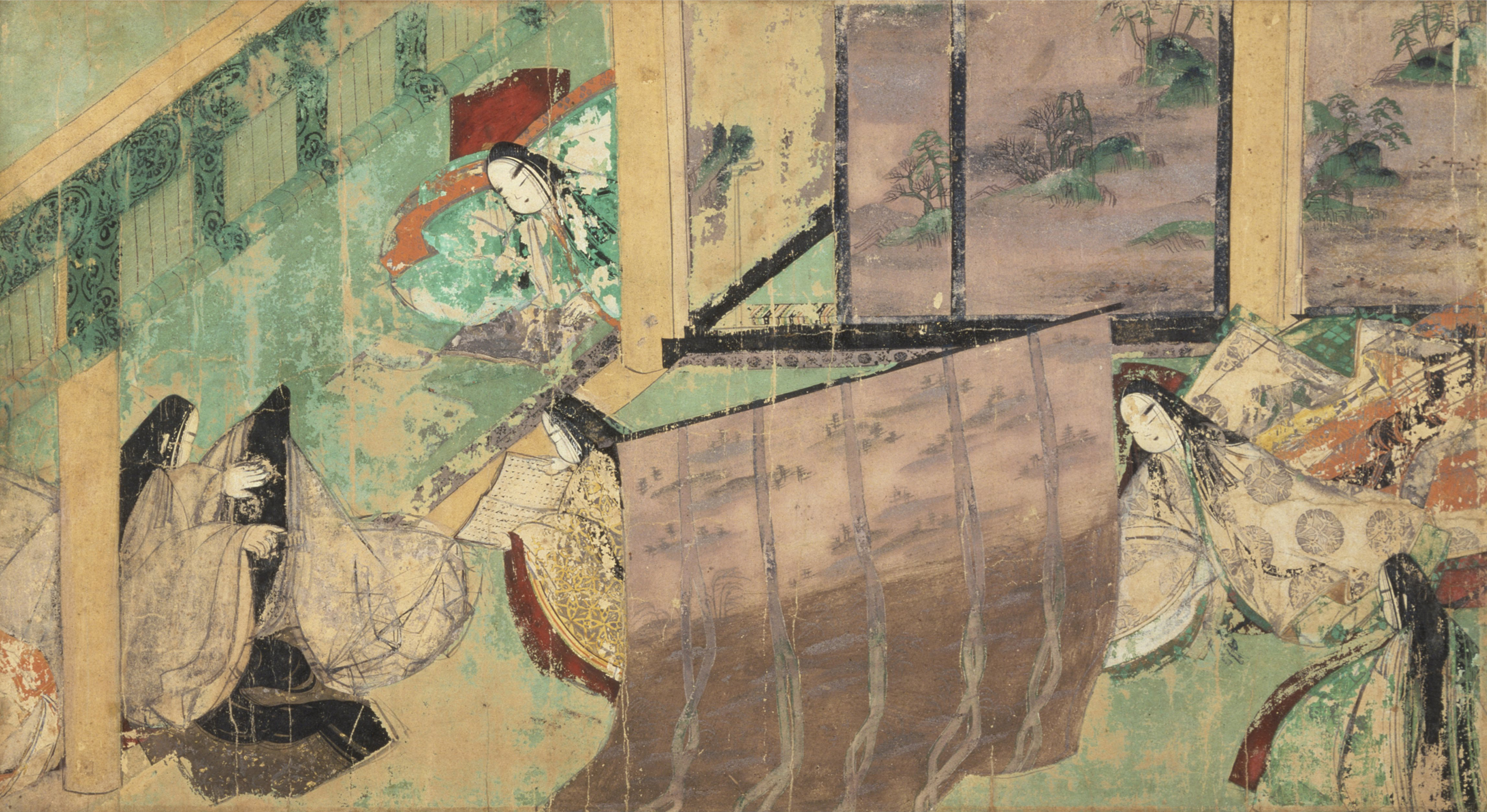
Pannello da Il racconto di Genji (dettaglio)

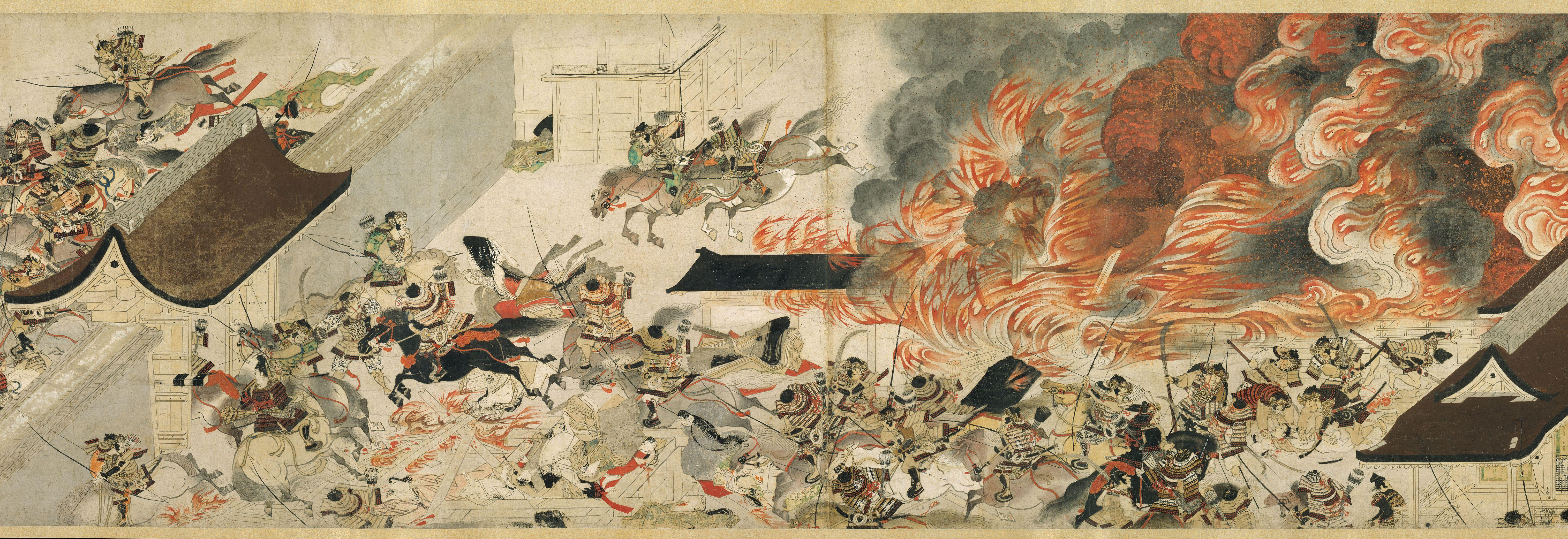
Assedio del Palazzo Sanjō

Il periodo medio Heian è visto come l'età d'oro degli Yamato-e, che inizialmente erano usati principalmente per porte scorrevoli (fusuma) e paraventi (byōbu). Tuttavia, emersero anche nuovi formati di pittura, soprattutto verso la fine del periodo Heian, tra cui emakimono, o lunghi rotoli illustrati. Le varietà di emakimono comprendono romanzi illustrati, come il Genji Monogatari, opere storiche, come Ban Dainagon Ekotoba e opere religiose. In alcuni casi, gli artisti emaki impiegavano convenzioni narrative pittoriche che erano state utilizzate nell'arte buddista fin dai tempi antichi, mentre altre volte escogitavano nuove modalità narrative che si ritiene potessero trasmettere visivamente il contenuto emotivo della narrativa sottostante. Il Genji Monogatari è organizzato in episodi discreti, mentre il più vivace Ban Dainagon Ekotoba utilizza una modalità narrativa continua per enfatizzare l'avanzamento della narrazione. Questi due emaki differiscono anche stilisticamente, con le rapide pennellate e la colorazione chiara di Ban Dainagon in netto contrasto con le forme astratte e dei vibranti pigmenti minerali dei rotoli di Genji. L'Assedio del Palazzo Sanjō è un altro famoso esempio di questo tipo di pittura.
Gli e-maki sono anche alcuni dei primi e più grandi esempi di onna-e ("quadri femminili") e otoko-e ("quadri maschili") e stili di pittura. Ci sono molte belle differenze nei due stili. Sebbene i termini sembrino suggerire le preferenze estetiche di ciascun genere, gli storici dell'arte giapponese hanno discusso a lungo sul significato effettivo di questi termini che rimangono poco chiari. Forse più facilmente evidenti sono le differenze nell'argomento. Onna-e, incarnato dalla pergamena del racconto di Genji, si occupa in genere della vita di corte e del romanticismo di corte mentre otoko-e, spesso si occupa di eventi storici o semi-leggendari, in particolare battaglie.

### Periodo Kamakura (1185-1333)
I generi di cui sopra continuarono durante il periodo Kamakura. Questo stile artistico è stato ampiamente esemplificato nel dipinto intitolato "Attacco notturno al palazzo Sanjo" perché era pieno di colori vibranti, dettagli e una grande visualizzazione da un romanzo intitolato "Heiji Monogatari". Proseguì la produzione di e-maki di vario genere; tuttavia, il periodo Kamakura fu caratterizzato molto più fortemente dall'arte della scultura, piuttosto che dalla pittura. Il periodo Kamakura si estese dalla fine del XII al XIV secolo. Fu un'epoca di opere d'arte, come dipinti, ma principalmente sculture che portavano una visione più realistica della vita e dei suoi aspetti in quel periodo. In ciascuna di queste statue sono presenti tratti realistici. Molte sculture includono nasi, occhi, dita e altri dettagli che erano nuovi per la scultura nell'arte.
Poiché la maggior parte dei dipinti dei periodi Heian e Kamakura sono di natura religiosa, la stragrande maggioranza è di artisti anonimi. Ma c'è un artista che è noto per la sua perfezione in questo nuovo stile del periodo Kamakura. Il suo nome era Unkei, e aprì la sua scuola chiamata scuola Kei. Col passare del tempo "ci furono il revival di stili classici ancora precedenti, l'importazione di nuovi stili dal continente e, nella seconda metà del periodo, lo sviluppo di stili giapponesi orientali unici incentrati sull'era Kamakura".

### Periodo Muromachi (1333-1573)

Pannello destro dello Schermo degli alberi di pino di Hasegawa Tōhaku, c. 1595

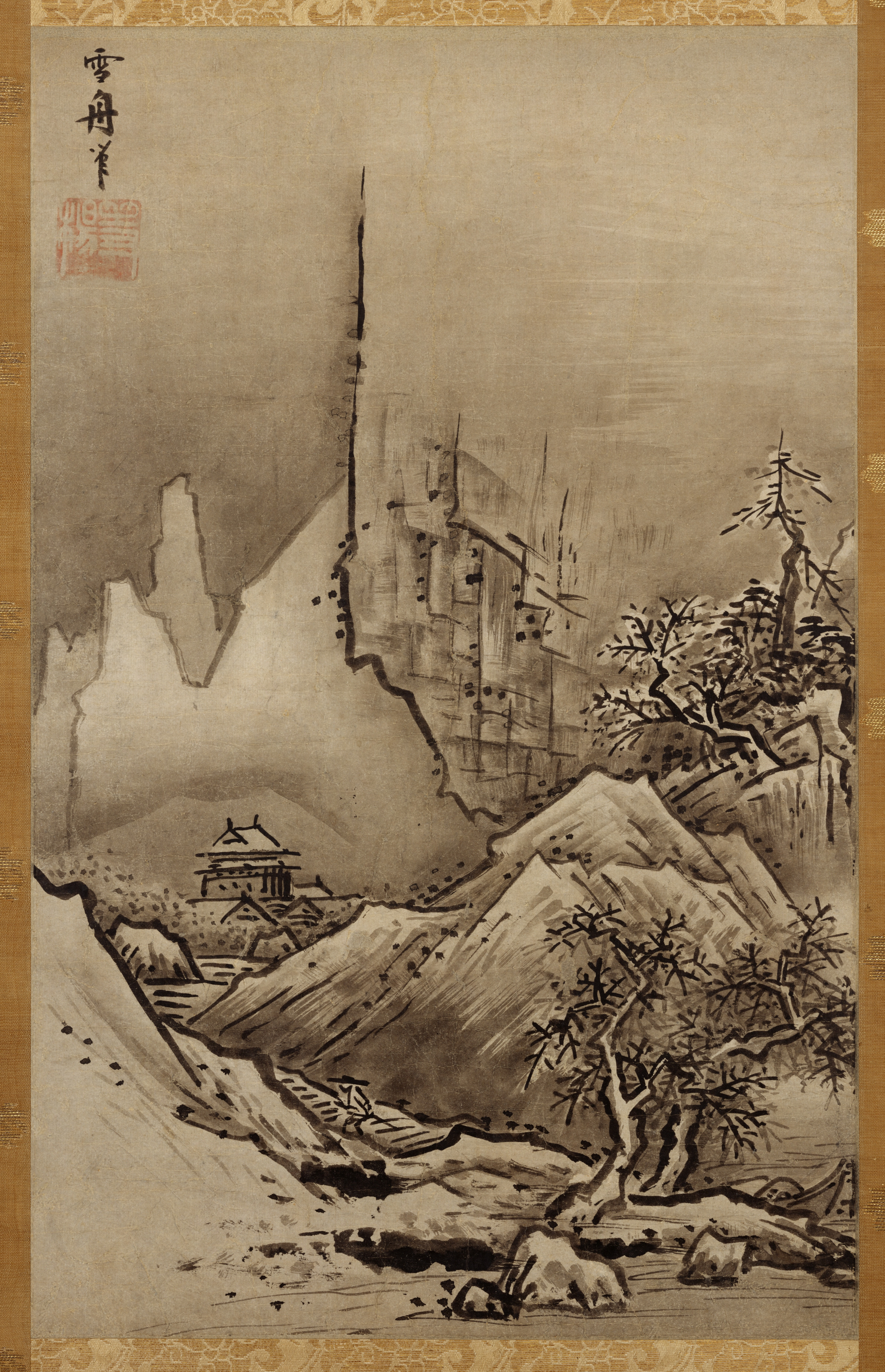
Paesaggio di Sesshū Tōyō

Durante il XIV secolo, lo sviluppo dei grandi monasteri Zen di Kamakura e Kyoto ebbe un grande impatto sulle arti visive. Il Suibokuga , un austero stile monocromatico di pittura a inchiostro e acqua, introdotto dalla cinese dinastia Ming dagli stili a inchiostro e acqua Song e Yuan, in particolare Muqi (牧谿), in gran parte sostituì i dipinti a rotoli policromi della prima arte zen in Giappone legati alle norme iconografiche buddiste da secoli precedenti come Takuma Eiga (宅磨栄賀). Nonostante la nuova ondata culturale cinese, generata dalla cultura Higashiyama, sono rimasti alcuni ritratti policromi, primari sotto forma di dipinti chinso di monaci Zen.
Catturare un pesce gatto con una zucca (che si trova a Taizō-in, Myōshin-ji, Kyoto), del pittore-prete Josetsu, segna un punto di svolta nella pittura di Muromachi. In primo piano è raffigurato un uomo sulla riva di un ruscello che tiene in mano una piccola zucca e guarda un grosso pesce gatto viscido. La nebbia riempie la terra di mezzo e sullo sfondo le montagne sembrano essere molto in lontananza. Si presume generalmente che il "nuovo stile" del dipinto, eseguito intorno al 1413, si riferisca a un senso più cinese di spazio profondo all'interno del piano pittorico.
Alla fine del XIV secolo, i dipinti di paesaggi monocromatici (山水画sansuiga) avevano trovato il patrocinio della famiglia Ashikaga al potere ed erano il genere preferito tra i pittori Zen, evolvendosi gradualmente dalle loro radici cinesi a uno stile più giapponese. Un ulteriore sviluppo della pittura di paesaggio fu il rotolo di immagini poetiche, noto come shigajiku.
I principali artisti del periodo Muromachi sono i pittori-preti Shūbun e Sesshū. Shūbun, un monaco del tempio Shōkoku-ji di Kyoto, creò nel dipinto Leggendo in un boschetto di bambù (1446) un paesaggio realistico con una profonda recessione nello spazio. Sesshū, a differenza della maggior parte degli artisti del periodo, fu in grado di viaggiare in Cina e studiare la pittura cinese alla fonte. Il paesaggio delle quattro stagioni (Sansui Chokan; c. 1486) è una delle opere più complete di Sesshu, raffigurante un paesaggio continuo attraverso le quattro stagioni.
Nel tardo periodo Muromachi, la pittura a inchiostro era migrata dai monasteri Zen nel mondo dell'arte in generale, poiché gli artisti della scuola Kanō e della scuola Ami (阿弥派) avevano adottato lo stile e i temi, ma introducendo un aspetto più plastico e un effetto decorativo che sarebbe continuato nei tempi moderni.
Artisti importanti nel periodo Muromachi in Giappone includono:
- Mokkei (c. 1250)
- Mokuan Reien (morto nel 1345)
- Kao Ninga (XIV secolo)
- Mincho (1352-1431)
- Josetsu (1405-1423)
- Tensho Shubun (morto nel 1460)
- Sesshū Tōyō (1420–1506)
- Kanō Motonobu (1476–1559)

### Periodo Azuchi-Momoyama (1573-1615)
In netto contrasto con il precedente periodo Muromachi, il periodo Azuchi-Momoyama fu caratterizzato da uno stile policromo grandioso, con ampio uso di lamine d'oro e d'argento applicate a dipinti, indumenti, architettura, ecc. e in opere su larga scala. In contrasto con lo stile sontuoso che molti conoscevano, l'élite militare sosteneva la semplicità rustica, specialmente nella forma della cerimonia del tè . nella quale usavano utensili stagionati e imperfetti in un ambiente simile. In questo periodo iniziò l'unificazione dei leader "guerrieri" sotto un governo centrale. La datazione iniziale di questo periodo è spesso ritenuta essere il 1568 quando Nobunaga entrò a Kyoto o il 1573 quando l'ultimo Ashikaga Shogun fu rimosso da Kyoto. La nuova casta militare concesse inizialmente maggiore tolleranza verso la religione cristiana e consentì l'arrivo di alcuni missionari gesuiti, come Francesco Saverio nel 1549, oltre che l'edificazione di templi stranieri, tra cui il più famoso fu il Nanban-ji a Kyōto. Proprio all'interno di questi templi i giapponesi videro per la prima volta l'arte barocca e in particolare i dipinti spagnoli. Sebbene questo periodo di apertura verso l'Occidente durò pochi anni, fino a quando Hideyoshi iniziò a temere che i missionari avessero delle aspirazioni politiche, i quadri barocchi, con i loro colori brillanti e i giochi di luce e ombre, influenzarono l'arte giapponese del periodo Azuchi-Momoyama. La scuola Kanō, patrocinata da Oda Nobunaga, Toyotomi Hideyoshi, Tokugawa Ieyasu e dai loro seguaci, guadagnò enormemente in grandezza e prestigio. Kanō Eitoku sviluppò una formula per la creazione di paesaggi monumentali sulle porte scorrevoli che chiudevano una stanza. Questi enormi paraventi e pitture murali furono commissionati per decorare i castelli e i palazzi della nobiltà militare. In particolare, Nobunaga fece costruire un enorme castello, tra il 1576 e il 1579, che si rivelò una delle più grandi sfide artistiche per Kanō Eitoku. Il suo successore, Toyotomi Hideyoshi, costruì anche diversi castelli durante questo periodo. Questi castelli erano alcune delle opere artistiche più importanti come sperimentazione in questo periodo. Questi castelli rappresentavano il potere e la fiducia di leader e guerrieri nella nuova era. Questo status continuò nel successivo periodo Edo, poiché il bakufu Tokugawa continuò a promuovere le opere della scuola Kanō come arte ufficialmente autorizzata per lo shōgun, i daimyō e la corte imperiale.
Tuttavia, artisti e correnti non appartenenti alla scuola Kano esistevano e si sviluppavano anche durante il periodo Azuchi-Momoyama, adattando i temi cinesi ai materiali e all'estetica giapponesi. Un gruppo importante era la scuola Tosa, che si sviluppò principalmente dalla tradizione yamato-e, e che era conosciuta principalmente per opere su piccola scala e illustrazioni di classici della letteratura in formato libro o emaki.
Artisti importanti nel periodo Azuchi-Momoyama includono:
- Kanō Eitoku (1543–1590)
- Hasegawa Tohaku (1539-1610)
- Kaihō Yushō (1533-1615)

### Periodo Edo (1603-1868)

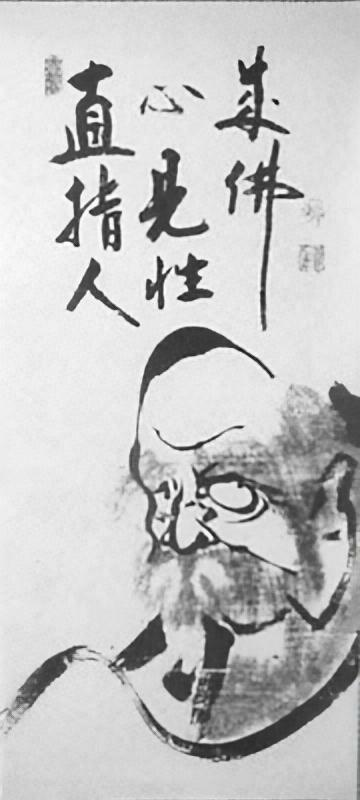
Calligrafia di Bodhidharma di Hakuin Ekaku (1685-1768)

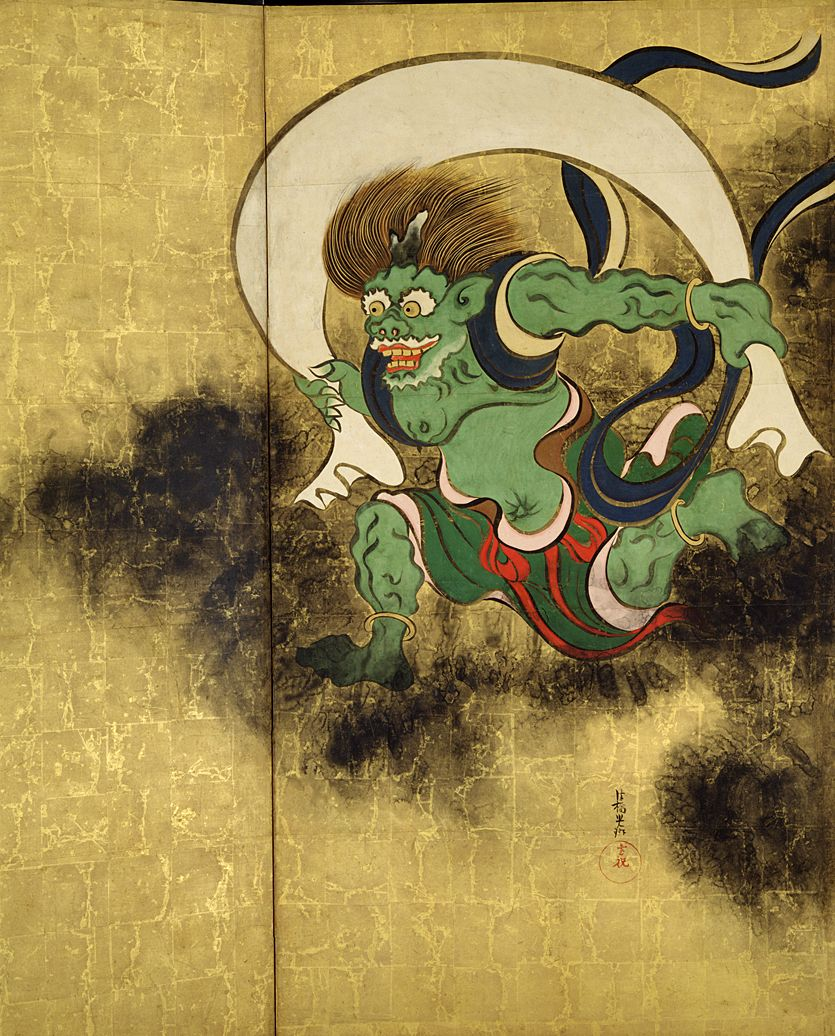
Fūjin (dio del vento) di Ogata Kōrin

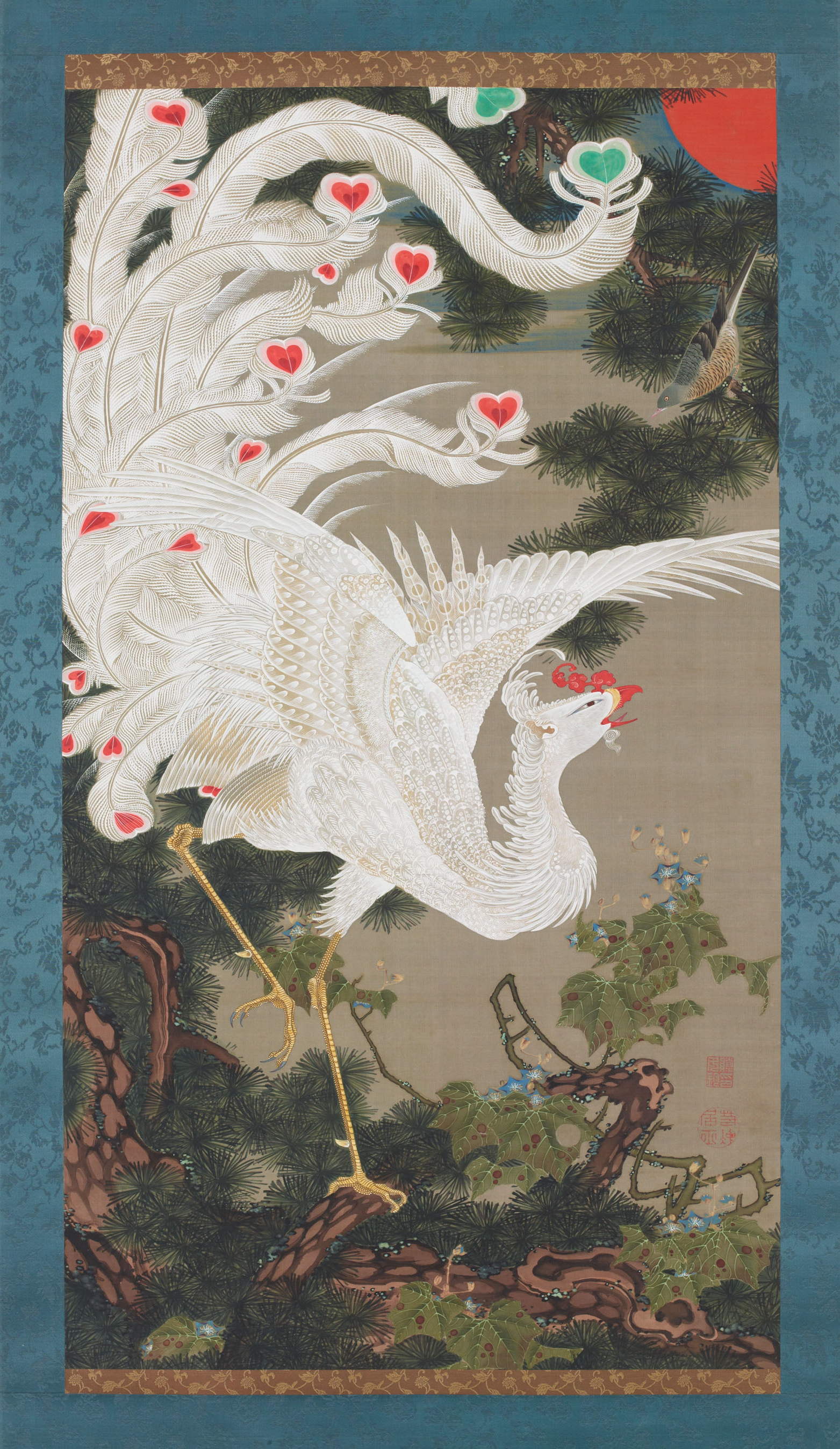
Parte della serie Dōshoku sai-e di Itō Jakuchū

Molti storici dell'arte descrivono il periodo Edo come una continuazione del periodo Azuchi-Momoyama. Certamente, durante il primo periodo Edo, molte delle precedenti tendenze nella pittura continuarono ad essere popolari, tuttavia, emersero anche una serie di nuove tendenze.
Una scuola molto significativa, che sorse nel primo periodo Edo, fu la scuola Rinpa, che usava temi classici, ma li presentava in un formato audace e riccamente decorativo. Sōtatsu in particolare evolvette uno stile decorativo ricreando temi della letteratura classica, utilizzando figure e motivi dai colori brillanti del mondo naturale su sfondi di foglie d'oro. Un secolo dopo, Korin rielaborò lo stile di Sōtatsu e creò opere unicamente sue.
Un altro genere importante che iniziò durante il periodo Azuchi-Momoyama, ma che raggiunse il suo pieno sviluppo durante il primo periodo Edo fu l'arte Namban, sia nella rappresentazione di esotici stranieri che nell'uso dello stile esotico straniero nella pittura. Questo genere era incentrato sul porto di Nagasaki, che dopo l'inizio della politica di isolamento nazionale dello Shogunato Tokugawa era l'unico porto giapponese rimasto aperto al commercio estero, ed era quindi il canale attraverso il quale le influenze artistiche cinesi ed europee arrivavano in Giappone. I dipinti di questo genere includono dipinti della scuola di Nagasaki e anche della scuola Maruyama-Shijo, che combinano influenze cinesi e occidentali con elementi tradizionali giapponesi.
Una terza tendenza importante nel periodo Edo fu l'ascesa del genere Bunjinga (pittura dei letterati), noto anche come scuola Nanga (scuola di pittura del sud). Questo genere nacque come imitazione delle opere di pittori cinesi studiosi-dilettanti della dinastia Yuan, le cui opere e tecniche arrivarono in Giappone a metà del XVIII secolo. Il maestro Kuwayama Gyokushū fu il più grande sostenitore della creazione dello stile bunjin. Egli teorizzava che i paesaggi policromi fossero da considerare allo stesso livello dei dipinti monocromatici dei letterati cinesi. Inoltre, incluse alcuni artisti tradizionalisti giapponesi, come Tawaraya Sōtatsu e Ogata Kōrin del gruppo Rinpa, tra i maggiori rappresentanti del Nanga. Successivamente gli artisti bunjinga modificarono notevolmente sia le tecniche che i soggetti di questo genere per creare una fusione di stili giapponesi e cinesi. Esempi di questo stile sono Ike no Taiga, Uragami Gyokudō, Yosa Buson, Chikuden Tanomura, Tani Bunchō e Yamamoto Baiitsu.
A causa delle politiche di austerità fiscale e sociale dello shogunato Tokugawa, i modi lussuosi di questi generi e stili erano in gran parte limitati agli strati superiori della società e non erano disponibili, se non addirittura proibiti, alle classi inferiori. La gente comune sviluppò un tipo separato di arte, il fūzokuga (風俗画, genere artistico), in cui erano popolari dipinti raffiguranti scene di vita comune e quotidiana, in particolare quella della gente comune, teatro kabuki, prostitute e paesaggi. Questi dipinti nel XVI secolo diedero origine ai dipinti e alle stampe xilografiche di ukiyo-e.
Importanti artisti del periodo Edo includono:
- Kanō Sanraku (1559–1663)
- Kanō Tan'yū (1602–1674)
- Tawaraya Sōtatsu (morto 1643)
- Tosa Mitsuoki (1617–1691)
- Ogata Kōrin (1658–1716)
- Gion Nankai (1677–1751)
- Sakaki Hyakusen (1697–1752)
- Yanagisawa Kien (1704–1758)
- Yosa Buson (1716–1783)
- Itō Jakuchū (1716–1800)
- Ike no Taiga (1723–1776)
- Suzuki Harunobu (c. 1725–1770)
- Soga Shōhaku (1730–1781)
- Maruyama Ōkyo (1733–1795)
- Okada Beisanjin (1744–1820)
- Uragami Gyokudō (1745–1820)
- Matsumura Goshun (1752–1811)
- Katsushika Hokusai (1760–1849)
- Tani Bunchō (1763–1840)
- Tanomura Chikuden (1777–1835)
- Okada Hankō (1782–1846)
- Yamamoto Baiitsu (1783–1856)
- Watanabe Kazan (1793–1841)
- Utagawa Hiroshige (1797–1858)
- Shibata Zeshin (1807–1891)
- Tomioka Tessai (1836–1924)
- Kumashiro Hi (Yūhi) (c. 1712–1772)

### Periodo anteguerra (1868-1945)

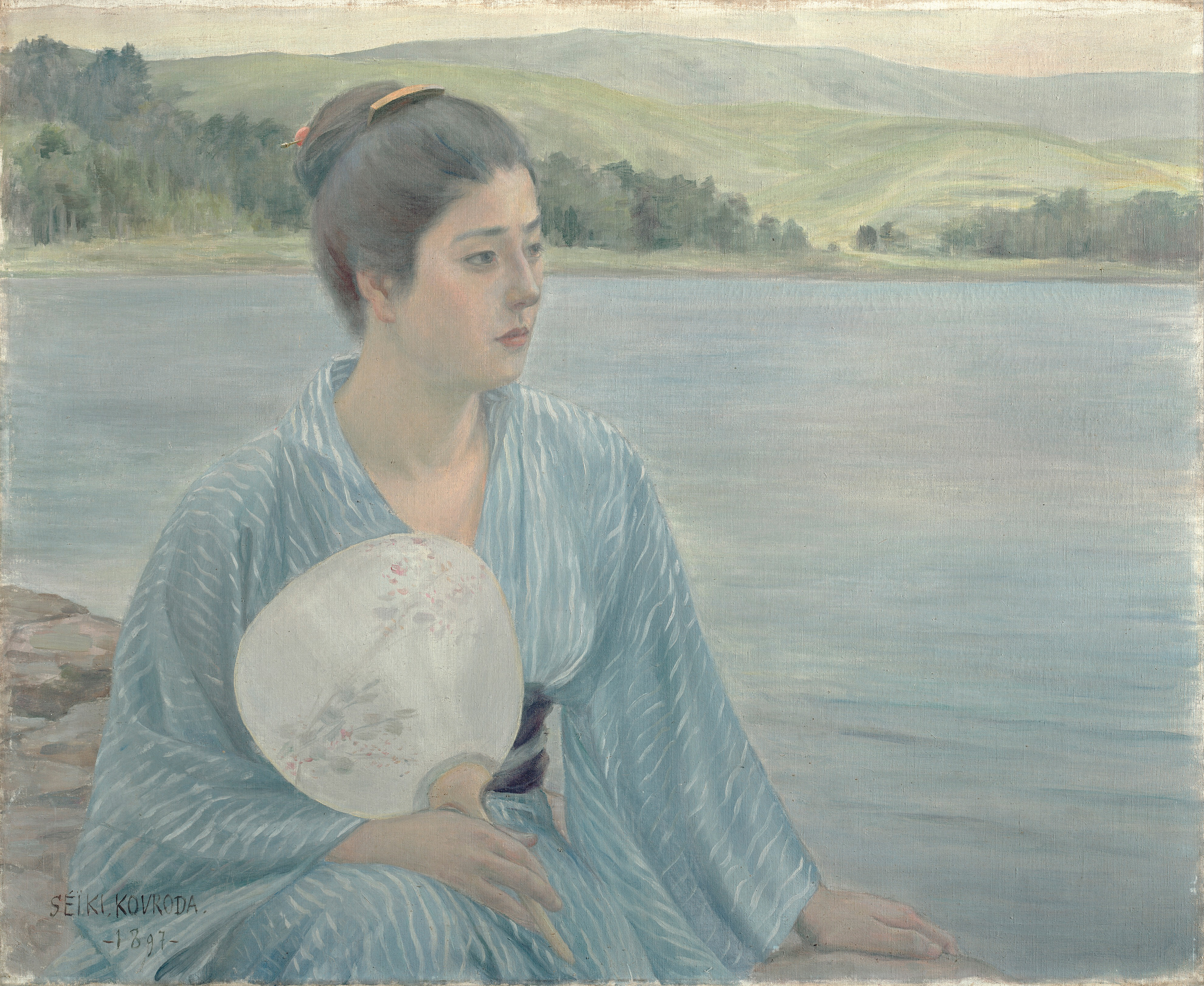
Kuroda Seiki, La Riva del lago, 1897, olio su tela, Kuroda Memorial Hall, Tokyo

Il periodo prebellico fu caratterizzato dalla divisione dell'arte in stili europei in competizione con gli stili indigeni tradizionali.
Durante il periodo Meiji, il Giappone subì un enorme cambiamento politico e sociale nel corso della campagna di europeizzazione e modernizzazione organizzata dal governo Meiji. La pittura in stile occidentale (yōga) venne ufficialmente promossa dal governo, che inviò giovani artisti promettenti all'estero per studiare e assunse artisti stranieri da far venire in Giappone per creare un indirizzo artistico nelle scuole.
Tuttavia, dopo un iniziale entusiasmo per l'arte in stile occidentale, il pendolo oscillò nella direzione opposta e, guidato dal critico d'arte Okakura Kakuzō e dall'educatore Ernest Fenollosa, ci fu una ripresa di apprezzamento per gli stili tradizionali giapponesi (Nihonga). Nel 1880, l'arte in stile occidentale fu bandita dalle mostre ufficiali e fu severamente avversata dalla critica. Supportato da Okakura e Fenollosa, lo stile Nihonga si evolvette con influenze del movimento preraffaellita e del romanticismo europeo.
I pittori in stile Yōga formarono la Meiji Bijutsukai (Scuola di belle arti Meiji) per tenere le proprie mostre e promuovere un rinnovato interesse per l'arte occidentale.
Nel 1907, con la costituzione del Bunten sotto l'egida del Ministero della Pubblica Istruzione, entrambi i gruppi in competizione trovarono riconoscimento e convivenza reciproci, e iniziarono addirittura il processo verso una sintesi reciproca.
Il periodo Taishō vide il predominio dello Yōga sul Nihonga. Dopo lunghi soggiorni in Europa, molti artisti (tra cui Arishima Ikuma) tornarono in Giappone sotto il regno di Yoshihito, portando con sé le tecniche dell'Impressionismo e del primo Post-impressionismo. Le opere di Camille Pissarro, Paul Cézanne e Pierre-Auguste Renoir influenzatrono i primi dipinti del periodo Taishō. Tuttavia, anche gli artisti yōga del periodo Taishō tendevano all'eclettismo e c'era una profusione di movimenti artistici dissidenti. Questi includevano la Società Fusain (Fyuzankai) che enfatizzava gli stili di post-impressionismo, in particolare il fauvismo. Nel 1914, la Nikakai (Società di seconda divisione) emerse per opporsi alla mostra Bunten sponsorizzata dal governo.
La pittura giapponese durante il periodo Taishō fu solo leggermente influenzata da altri movimenti europei contemporanei, come il neoclassicismo e il tardo post-impressionismo.
Tuttavia, fu il risorto Nihonga, verso la metà degli anni 1920, che adottò alcune tendenze del post-impressionismo. La seconda generazione di artisti Nihonga formò l'Accademia giapponese di belle arti (Nihon Bijutsuin) per competere contro il Bunten sponsorizzato dal governo, e sebbene le tradizioni yamato-e rimasero forti, l'uso crescente della prospettiva occidentale e i concetti occidentali di spazio e luce iniziarono a offuscare la distinzione tra Nihonga e yōga.
La pittura giapponese nel periodo Shōwa anteguerra era in gran parte dominata da Sōtarō Yasui e Ryūzaburō Umehara, che introdussero i concetti di arte pura e pittura astratta nella tradizione Nihonga, creando così una versione più interpretativa di quel genere. Questa tendenza venne ulteriormente sviluppata da Leonard Foujita e dalla Società Nika, per includere il surrealismo. Per promuovere queste tendenze, nel 1931 fu costituita l'Associazione artistica indipendente (Dokuritsu Bijutsu Kyokai).
Durante la seconda guerra mondiale, i controlli e la censura del governo fecero sì che si potessero esprimere solo temi patriottici. Vennero reclutati molti artisti nello sforzo di propaganda del governo per la revisione critica e non emotiva delle loro opere.
Artisti importanti nel periodo prebellico includono:
- Harada Naojirō (1863–1899)
- Yamamoto Hōsui (1850–1906)
- Asai Chū (1856–1907)
- Kanō Hōgai (1828–1888)
- Hashimoto Gahō (1835–1908)
- Kuroda Seiki (1866–1924)
- Wada Eisaku (1874–1959)
- Okada Saburōsuke (1869–1939)
- Sakamoto Hanjirō (1882–1962)
- Aoki Shigeru (1882–1911)
- Fujishima Takeji (1867–1943)
- Taikan Yokoyama (1868–1958)
- Shunsō Hishida (1874–1911)
- Gyokudō Kawai (1873–1957)
- Shōen Uemura (1875–1949)
- Seison Maeda (1885–1977)
- Takeuchi Seihō (1864–1942)
- Tomioka Tessai (1837–1924)
- Shimomura Kanzan (1873–1930)
- Takeshiro Kanokogi (1874–1941)
- Imamura Shiro (1880–1916)
- Tomita Keisen (1879–1936)
- Koide Narashige (1887–1931)
- Kishida Ryūsei (1891–1929)
- Tetsugorō Yorozu (1885–1927)
- Gyoshū Hayami (1894–1935)
- Ryūshi Kawabata (1885–1966)
- Tsuchida Hakusen (1887–1936)
- Kagaku Murakami (1888–1939)
- Sōtarō Yasui (1881–1955)
- Sanzō Wada (1883–1967)
- Ryūzaburō Umehara (1888–1986)
- Yasuda Yukihiko (1884–1978)
- Kokei Kobayashi (1883–1957)
- Leonard Foujita (1886–1968)
- Yuzō Saeki (1898–1928)
- Itō Shinsui (1898–1972)
- Kaburaki Kiyokata (1878–1972)
- Yumeji Takehisa (1884–1934)

### Dopoguerra (1945-oggi)
Nel dopoguerra, nel 1947, fu costituita l'Accademia d'arte giapponese (Nihon Geijutsuin) sponsorizzata dal governo, contenente sia le divisioni nihonga che yōga. La sponsorizzazione governativa delle mostre d'arte ebbe termine, ma fu sostituita da mostre private, come il Nitten, su scala ancora più ampia. Sebbene il Nitten fosse inizialmente la mostra dell'Accademia d'arte giapponese, dal 1958 venne gestita da una società privata separata. La partecipazione al Nitten divenne quasi un prerequisito per la nomina all'Accademia d'arte giapponese, che di per sé era quasi un prerequisito non ufficiale per la nomina all'Ordine della Cultura.
Le arti del periodo Edo e di quello prima della guerra (1603-1945) vennero supportate da mercanti e persone delle grandi città. Contrariamente ai periodi Edo e prebellici, le arti del dopoguerra divennero popolari. Dopo la seconda guerra mondiale, pittori, calligrafi e incisori fiorirono nelle grandi città, in particolare Tokyo, e si preoccuparono dei meccanismi della vita urbana, riflessi nelle luci tremolanti, nei colori al neon e nel ritmo frenetico delle loro astrazioni. Tutti gli "ismi" del mondo dell'arte di New York-Parigi furono abbracciati con fervore. Dopo le astrazioni degli anni 1960, gli anni 1970 videro un ritorno al realismo fortemente condito dai movimenti "op" e "pop", incarnato negli anni 1980 nelle opere esplosive di Ushio Shinohara. Molti di questi eccezionali artisti d'avanguardia lavorarono sia in Giappone che all'estero, vincendo premi internazionali. Questi artisti sentivano che non c'era "niente di giapponese" nelle loro opere, e infatti appartenevano alla scuola internazionale. Alla fine degli anni 1970, la ricerca delle qualità giapponesi e di uno stile nazionale spinse molti artisti a rivalutare la propria ideologia artistica e ad allontanarsi da quelle che alcuni ritenevano le formule vuote dell'Occidente. I dipinti contemporanei all'interno dell'idioma moderno iniziarono a fare un uso consapevole delle forme, dei dispositivi e delle ideologie dell'arte tradizionale giapponese. Un certo numero di artisti mono-ha si sono rivolti alla pittura per catturare le sfumature tradizionali nelle disposizioni spaziali, nelle armonie cromatiche e nel lirismo.
La pittura in stile giapponese o nihonga continua in modo prebellico, aggiornando le espressioni tradizionali, pur mantenendo il suo carattere intrinseco. Alcuni artisti all'interno di questo stile dipingono ancora su seta o carta con colori e inchiostro tradizionali, mentre altri hanno utilizzato nuovi materiali, come gli acrilici.
Molte delle scuole d'arte più antiche, in particolare quelle del periodo Edo e prebellico, erano ancora praticate. Ad esempio, il naturalismo decorativo della scuola rimpa, caratterizzato da colori brillanti e puri e inchiostri lavati, si è riflesso nel lavoro di molti artisti del dopoguerra nell'arte degli anni 1980 di Hikosaka Naoyoshi. Il realismo della scuola di Maruyama Ōkyo e lo stile giapponese calligrafico e spontaneo degli studiosi-gentiluomini erano entrambi ampiamente praticati negli anni 1980. A volte tutte queste scuole, così come quelle più antiche, come le tradizioni dell'inchiostro della scuola Kanō, vennero fatte proprie da artisti contemporanei nello stile giapponese e nell'idioma moderno. Molti pittori in stile giapponese sono stati insigniti di premi e riconoscimenti a seguito della rinnovata domanda popolare per l'arte in stile giapponese a partire dagli anni 1970. Sempre più, i pittori moderni internazionali attinsero anche alle scuole giapponesi mentre si allontanavano dagli stili occidentali negli anni i980. La tendenza era stata quella di sintetizzare Oriente e Occidente. Alcuni artisti avevano già colmato il divario tra le due culture, come aveva fatto l'eccezionale pittore Shinoda Toko. Le sue audaci astrazioni di inchiostro sumi erano ispirate dalla calligrafia tradizionale ma realizzate come espressioni liriche dell'astrazione moderna.
Ci sono anche un certo numero di pittori contemporanei in Giappone il cui lavoro è in gran parte ispirato dalle sottoculture anime e da altri aspetti della cultura popolare e giovanile. Takashi Murakami è forse tra i più famosi e popolari di questi, insieme agli altri artisti del suo collettivo di studio Kaikai Kiki. Il suo lavoro è incentrato sull'espressione di problemi e preoccupazioni della società giapponese del dopoguerra attraverso quelle che di solito sono forme apparentemente innocue. Disegna molto dagli anime e dagli stili correlati, ma produce dipinti e sculture nei media più tradizionalmente associati alle belle arti, confondendo intenzionalmente i confini tra l'arte commerciale e popolare e le belle arti.
Importanti artisti nel dopoguerra includono:
- Ogura Yuki (1895–2000)
- Uemura Shoko (1902-2001)
- Koiso Ryohei (1903–1988)
- Kaii Higashiyama (1908–1999)